# Kléber Giacomance de Souza Freitas
Kléber Giacomance de Souza Freitas, genannt Kléber, (* 12. August 1983 in Osasco) ist ein ehemaliger brasilianischer Fußballspieler.

## Karriere

### Anfänge und Dynamo Kiew
Bereits im Alter von sechs Jahren äußerte er mit großer Entschlossenheit den Wunsch, in der Fußballschule in der Nachbarschaft zu spielen. Im Jahr 1994, im Alter von elf Jahren, wurde er von seinem Trainer eingeladen, an einem Spiel gegen eine Kindermannschaft des FC São Paulo teilzunehmen. Der Trainer von São Paulo, Paulo Nani, war beeindruckt von den Fähigkeiten Klébers. Nach der Partie wurde der Spieler zu einem Probetraining eingeladen und anschließend in die Jugendabteilung des Vereins aufgenommen. Bereits im Jahr stellte sich hier mit dem Gewinn des Copa São Paulo für Junioren der erste Erfolg ein. Diesem Team gehörten neben Kléber auch weitere Fußballstars wie Kaká, Júlio Baptista und Fábio Simplício an.
Der Erfolg setzt sich mit dem Gewinn der U-20-Fußballweltmeisterschaft 2003 fort. Nach dieser WM erhielt der Spieler Angebote von verschiedenen Vereinen, u. a. auch aus Europa. Ende des Jahres nahm Kléber dann ein Angebot von Dynamo Kiew aus der Ukraine an. Die von Dynamo vorgeschlagene Ablösesumme betrug 2,2 Millionen Dollar (sechs Millionen Real), welche von nach São Paulo angenommen wurde. In Kiew erarbeitete sich Kléber aufgrund seiner robusten Spielweise und Entschlossenheit den Spitznamen Gladiator. In der Ukrainer konnte er drei nationale Meisterschaften (2005, 2007 und 2009) und dreimal den ukrainischen Pokal (2005, 2006 und 2007) gewinnen.

### Palmeiras, Cruzeiro und zurück
Im Jahr 2008 musste Kléber nach Brasilien zurückkehren. Er wurde für ein Jahr an die SE Palmeiras ausgeliehen. Da er in einigen Spielen die „wichtigen“ Tore schoss, gewann der Spieler schnell die Unterstützung der Fans. Noch im Frühjahr 2008 konnte der Gewinn der Staatsmeisterschaft von São Paulo gefeiert werden. Allerdings wurde er im Zuge des Wettbewerbs wegen einer Tätlichkeit (Ellenbogenschlags) für drei Spiele gesperrt.
Am ersten Februar 2009 wurde öffentlich, dass Kléber von dem Cruzeiro EC aus Belo Horizonte verpflichtet worden ist. Dynamo Kiew, zu der Zeit noch Inhaber der Transferrechte an dem Spieler, erhielt dafür im Austausch den Stürmer Guilherme Milhomem Gusmão von Cruzeiro. Zusätzlich zahlte der Klub eine Ablöse von fünf Millionen Euro (rund vierzehn Millionen Real). Nach einer Operation am Schambein, im September 2009, fiel Kléber für den Rest der Saison.
Am zweiten Juni 2010 erklärte der Präsident von Cruzeiro, dass der Vertrag mit Kléber nicht verlängert wird. Der Spieler äußerte den Wunsch nach São Paulo zurückkehren zu wollen, wo seine Familie und beiden Töchter lebten. Am achten Juni wurde Kléber offiziell als Spieler von Palmeiras vorgestellt.

### Weitere Stationen
Bei einer Pressekonferenz im November 2011 kündigte die Vereinsführung von Grêmio FBPA die Verpflichtung von Kléber an. Mitte 2012 erlitt er eine schwere Verletzung und fiel für mehrere Monate aus. Nachdem Kléber 2014 noch in die Saison mit Grêmio gestartet war, wechselte er im Juli zum CR Vasco da Gama.
Im Juni 2015 wurde der Spieler vom Coritiba FC verpflichtet. Im Dezember 2015 wurde Klébers Vertrag bei Coritiba um ein Jahr verlängert. Ende 2016 folgte eine weitere Verlängerung um zwei Jahre. Anfang Juli 2018 hob der Klub den Kontrakt mit Kléber einseitig auf. Drei Wochen später wurde bekannt, dass Kléber bis zum Auslaufen seines Vertrages am Jahresende monatlich 40.000 Tausend Reais erhält. Sollte er vorher einen neuen Vertrag abschließen, werden die Zahlungen hinfällig.
Anfang August 2018 wurde bekannt, dass Kléber einen Kontrakt beim Austin Bold für die zweite amerikanische Liga unterzeichnet hat. Mit Auslaufen der Saison 2020 beendete Kléber seine aktive Laufbahn.

## Erfolge
Dynamo Kiew
- Ukrainischer Meister: 2004/05, 2006/07, 2008/09
- Ukrainischer Pokalsieger: 2004/05, 2005/06, 2006/07

Palmeiras
- Staatsmeisterschaft von São Paulo: 2008
- Torschützenkönig Copa do Brasil: 2011

Cruzeiro EC
- Staatsmeisterschaft von Minas Gerais: 2009

Coritiba
- Staatsmeisterschaft von Paraná: 2017

Nationalmannschaft
- U-20-Fußball-Weltmeisterschaft: 2003

## Trivia
Kléber war mehrmals in strafrechtlich relevante Situationen verwickelt. In seiner Zeit bei Coritiba 2016 wurde er nach einer Schlägerei vor einem Nachtklub in Foz do Iguaçu von einem der Sicherheitsleute des Klubs wegen Körperverletzung angezeigt.
2023 wurde gegen ihn ein Haftbefehl wegen Nichtzahlung von Unterhaltsleistungen erlassen. Er hatte über ein Jahr lang keine Zahlungen für seine Töchter vorgenommen. Die Schulden wurden auf ca. 116.000 Real geschätzt.
Im selben Jahr wurde Kléber auffällig, als er am 3. September in einem Supermarkt an einer Tankstelle in Pinheiros (São Paulo) wieder in Schlägereien verwickelt war. Er soll eine Mitarbeiterin des Marktes geschubst und geohrfeigt haben. Nachdem diese in den Markt flüchtete, sei er ihr gefolgt und habe dort auch Kollegen dieser bedrängt. Der Vorgang wurde der polizeilich aufgenommen. Der Sender CNN, für welchen Kléber als Moderator arbeitete, kündigte ihm aufgrund der erneuten Vorfälle den Vertrag. In einem Kommentar zu seiner Kündigung bestritt er die Vorwürfe gegen ihn und sagte, er sei angegriffen worden und habe sich lediglich verteidigt.